# ران گیزین
ران گیزین (انگلیسی: Ron Geesin؛ زادهٔ ۱۷ دسامبر ۱۹۴۳) یک موسیقی‌دان اهل بریتانیا است.